# Montserrat Estil·les Torrente
Montserrat Estil·les Torrente (Barcelona, 1931) és una pedagoga i terapeuta catalana, diplomada en Pedagogia Terapèutica per la Universitat de Madrid.
Es va iniciar en el món de l'ensenyament mitjançant la incorporació de nous mètodes de treball per a la recuperació dels dislèxics i del fracàs escolar. És fundadora i directora del Centre d'Estudi i Tractament de la Dislèxia Montserrat Estil·les des de 1977 i ha fundat l'Associació Catalana de Dislèxia. El 1990 fou amfitriona de les Jornades Científiques The extraordinary Brain. Neurobiological Issues in Developmental Dyslexia a càrrec del Grup Internacional de Científics per l'estudi de la dislèxia a Barcelona. El 2008 va rebre la Creu de Sant Jordi.